# John Trevorrow
John Kenneth Trevorrow (* 18. Mai 1949 in Melbourne) ist ein ehemaliger australischer Radrennfahrer.

## Sportliche Laufbahn
1970 errang John Trevorrow bei den British Commonwealth Games in Edinburgh die Bronzemedaille im Straßenrennen. Zwei Jahre später startete er im olympischen Straßenrennen der Olympischen Spiele in München und belegte Platz 32. Im Mannschaftszeitfahren wurde das australische Team 17.
1973 startete er in der Internationalen Friedensfahrt und belegte dabei den 74. Platz im Endklassement.
1978, 1979 und 1980 wurde Trevorrow australischer Meister im Straßenrennen. Dreimal – 1975, 1977 und 1979 – gewann er die Herald Sun Tour. 1976 wurde er Zweiter des Melbourne to Warrnambool Cycling Classic und 1979 gewann er die The Examiner Tour of the North. Zwischen 1976 und 1981 startete er bei sechs Sechstagerennen; 1981 gewann er gemeinsam mit Paul Medhurst  das Sechstagerennen in seiner Heimatstadt Melbourne.

## Berufliches
Nach dem Ende seiner aktiven Radsportkarriere im Jahre 1987 eröffnete John Trevorrow ein Fahrradgeschäft in Geelong. Außerdem engagierte er sich in der Organisation von Radrennen, wie dem Jayco Bay Cycling Classic. 2010 eröffnete er ein Fahrradgeschäft mit Café und Trainingszentrum mit eigener Mannschaft, dem Team Degani Bakery Cafe.
Seit 2019 ist Trevorrow gemeinsam mit Scott McGrory ist Sportlicher Leiter der Herald Sun Tour.